# Mecanismo de reparação do DNA
Todo organismo vivo possui um DNA, e toda molécula de DNA possui um mecanismo de reparação que evita que ocorram erros no momento da sua duplicação.
Os mecanismos de reparação do DNA são guiados, principalmente, por proteínas codificadas pelo próprio DNA (entre as quais, a DNA-Polimerase é a principal). Estas proteínas reconhecem eventuais danos na seqüência de nucleotídeos durante o processo de replicação, e atuam promovendo a substituição da área danificada por uma semelhante à original. O processo possui uma margem de erro mínima, e evita que haja morte celular ou mutações decorrente de tais feridas.